# M–209

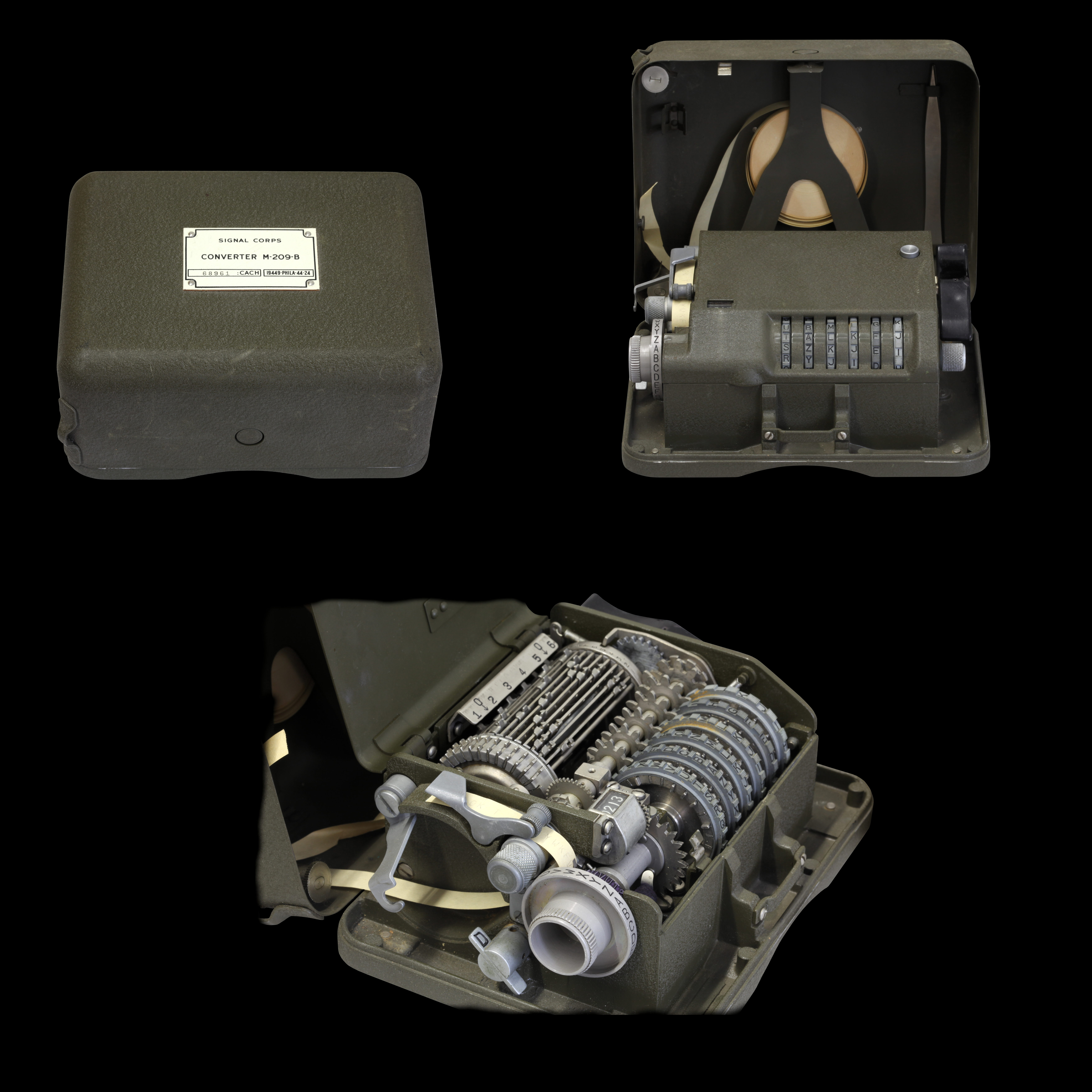
Az M–209

Az M–209 (jelölése CSP–1500 volt az Egyesült Államok Haditengerészeténél, C–38 a gyártónál) amerikai hordozható, mechanikus rejtjelző gép, amelyet az Egyesült Államok fegyveres erői alkalmaztak a második világháború során, bár még a koreai háború (1950–1953) idején is rendszerben volt. Az M–209-est Boris Hagelin svéd kriptográfus tervezte egy korábbi hordozható rejtjelző gép, a C–36 továbbfejlesztésével.
A nagyjából cipősdoboz nagyságú M–209 berendezés befoglaló mérete 83×140×178 mm, és tokjával együtt kicsivel több mint 3 kg volt a tömege. Működéséhez nem volt szükség elektromosságra, teljesen mechanikus volt. A helyettesítő rejtjelzés egyik változatát, a Beaufort-kódolást alkalmazó berendezés működése hasonló volt a korabeli forgótárcsás rejtjelző eszközökéhez, mint a Lorenz rejtjelező vagy a Geheimfernschreiber.

## Biztonság
Az M–209 a maga korában meglehetősen biztonságosnak számított, de nem volt tökéletesen biztonságos. A német elektromos Lorenz rejtjelző berendezéshez hasonlóan, ha egy kódfejtő két, részben azonos üzenetrészt megszerzett, akkor ki tudta következtetni a gép beállításait. Az M–209 működésében voltak olyan sajátosságok, amiket ki lehetett volna aknázni a kód feltöréséhez. 1943-ra a német kódfejtők képesek voltak bizonyos, M–209-cel kódolt üzenetek feltörésére, azonban az amerikai haderő harcászati üzenetek kódolására továbbra is alkalmasnak tartotta a gépet és még a koreai háború alatt is alkalmazták.
Az amerikai kriptográfus Dennis Ritchie az 1970-es években két kollégája, James Reeds és Robert Morris segítségével kidolgozott egy olyan eljárást, amelynek segítségével a legalább 2000–2500 betű hosszú üzeneteket vissza lehetett volna fejteni. Ritchie könyvében azt is felelevenítette, hogy az eljárást a Nemzetbiztonsági Hivatal (NSA) kérésére nem publikálták, mivel számos, az amerikai kormány szövetségesének számító országban az M–209 még mindig használatban volt.

## Története
Boris Hagelin 1939-ben kezdte el a hordozható titkosító gép kifejlesztését, de amikor első alkalommal bemutatta az amerikai haderő képviselőinek, nem talált kedvező fogadtatásra. Hagelin továbbfejlesztette a találmányát, többek között kicsit egyszerűsítette a működését és megerősítette a mechanikai alkatrészeket.
1940-re, sorozatos tesztek után, rendszeresítették a gépet. Az amerikai hadsereg az M–209 jelölést alkalmazta, a haditengerészetnél azonban CSP–1500 néven ismerték. Első éles alkalmazására 1942-ben a Torch hadművelet alatt került sor, majd jelentős szerepet játszott a normandiai partraszállás során is.
A második világháborút követően az 1950–1953 között vívott koreai háborúban is alkalmazták az M–209-est, illetve a francia hadseregben az algériai háború befejezéséig (1962) alkalmazták.

## Gyártás
1940 és 1960 között kb. 140 000 darab M–209-es készült két vállalatnál, amelyeket az M–209A és M–209B típusjelzéssel különböztettek meg.
- Az M–209 A gyártója a Hagelin Cryptography Company volt
- Az M–209 B gyártója a Smith-Corona (korábban írógépeket gyártó) vállalat volt

## Fordítás
- Ez a szócikk részben vagy egészben  a   M-209 című angol Wikipédia-szócikk fordításán alapul.  Az eredeti cikk szerkesztőit annak laptörténete sorolja fel. Ez a jelzés csupán a megfogalmazás eredetét és a szerzői jogokat jelzi, nem szolgál a cikkben szereplő információk forrásmegjelöléseként.

## Külső hivatkozások
- Dirk Rijmenants' M–209 Szimulátor Archiválva 2013. november 29-i dátummal a Wayback Machine-ben
- 1944-es M-209 használati utasítás
- Jerry Proc elemzése az M–209e- kapcsolatban
- Nick Gessler oldala az M–209-ről